# بيل برايدن
بيل برايدن (بالإنجليزية: Bill Bryden)‏ هو كاتب سيناريو ومخرج بريطاني، ولد في 12 أبريل 1942 في غرينوك في المملكة المتحدة.

## وصلات خارجية
- بيل برايدن على موقع IMDb (الإنجليزية)
- بيل برايدن على موقع ألو سيني (الفرنسية)
- بيل برايدن على موقع أول موفي (الإنجليزية)
- بيل برايدن على موقع قاعدة بيانات الأفلام السويدية (السويدية)
- بيل برايدن على موقع قاعدة بيانات الفيلم (الإنجليزية)
- بيل برايدن على موقع كينوبويسك (الروسية)
- بيل برايدن على موقع كينوبويسك (الروسية)